# 인도양 참치 위원회
인도양참치위원회(IOTC: Indian Ocean Tuna Commission)는 인도양 참치자원의 보존 및 지속적 이용을 목적으로 설립된 지역수산관리기구중의 하나로 '인도양참치위원회 설립협정'에 따라 1996년 3월 27일 설립되었다. 대한민국은 창립회원국이다.

## 개요

### 설립 근거
- '86년 인도양수산위원회에서 참치위원회 설정 필요성 인정
- '92년 FAO 본부에서 인도양 참치위원회 협정안 심의 및 채택

### 설립 목적
- 인도양 참치자원의 보존관리 및 적정이용

### 협약 발효
- 1996.3.27 (대한민국 가입 : 협약 발효일과 동일)

### 사무국
- 세이셸 빅토리아

## 참여국
인도양참치위원회 참여국은 35개국이다.

### 회원국
- 대한민국, 오스트레일리아, 벨리즈, 중화인민공화국, 코모로, 에리트리아, EC, 프랑스, 인도네시아, 이란, 일본, 케냐, 마다가스카, 말레이시아, 모리셔스, 오만, 파키스탄, 필리핀, 세이셸, 스리랑카, 수단, 탄자니아, 타이, 영국, 바누아투, 시에라리온 (28개국)

### 협력적 비회원국
- 세네갈, 남아공, 방글라데시, 라이베리아 (4개국)

### 초청 옵서버
- 중화민국, 미국, 러시아 (3개국)

## 적용지역 및 적용대상 어종
- 적용지역: 인도양 및 그 인접수역
- 적용대상 어종: 인도양 수역에서의 다랑어 및 다랑어류

## 기능
- 총어획량 설정 및 보존관리조치 결정
- 조업정보 수집, 검증, 교환, 보고
- 통계자료 수집 배포
- 지속가능한 어업을 위한 자원평가 및 타 기구와의 협력증진

## 보조기구
- 과학위원회: 과학적 정보를 수집하여 위원회에 권고
- 이행위원회: 보존조치 논의 및 검토하여 위원회에 권고

## 같이 보기
- 전미열대참치위원회

## 참고자료
- “인도양 상어 보존관리조치 및 국별쿼터 논의 본격화”. 농림수산식품부 보도자료. 2011년 3월 29일. 2011년 3월 29일에 확인함.[깨진 링크(과거 내용 찾기)]